# Valerij Movtjan
Valerij Ivanovitj Movtjan, född 14 juni 1959 i Sordorovo, Tadzjikistan, är en sovjetisk tävlingscyklist som tog OS-guld i lagförföljelsen vid olympiska sommarspelen 1980 i Moskva.